# Венијамин Александров
Венијамин Венијаминович Александров (рус. Вениамин Вениаминович Александров; Москва, 18. април 1937 — Москва, 6. новембар 1991) био је совјетски и руски хокејаш на леду и хокејашки тренер који је током играчке каријере играо на позицијама левокрилног нападача. Заслужни је мајстор спорта Совјетског Савеза од 1963. и члан Хокејашке куће славних ИИХФ-а од 2007. године.
Као члан сениорске репрезентације Совјетског Савеза учествовао је на ЗОИ 1960. у Скво Валију када је совјетски тим освојио бронзану медаљу, те на ЗОИ 1964. у Инзбруку и ЗОИ 1968. у Греноблу када су освојене златне олимпијске медаље. Са репрезентацијом је освојио укупно 11 медаља на светским првенствима, од чега 6 титула светског првака. Вишеструки је европски првак. На светским првенствима одиграо је укупно 57 утакмице и постигао 51 погодак.
Као играч московског ЦСКА, у ком је провео целокупну играчку каријеру, освојио је чак десет титула националног првака. У совјетском првенству одиграо је око 400 утакмица и постигао 351 погодак.